# Kaur
Kaur (Panjabi/Gurmukhi: ਕੌਰ; Aussprache kor) ist ein Familienname, der auch als weiblicher und männlicher Vorname vorkommt.

## Herkunft und Bedeutung
Der Name stammt ursprünglich aus dem Sikhismus und bedeutet Prinzessin oder auch Prinz. Er wurde 1699 von Guru Gobind Singh für die weiblichen Sikhs als Äquivalent zur männlichen Anrede Singh eingeführt.

## Vorkommen
Der Name wird von den meisten weiblichen Sikhs als Familienname oder zweiter Vorname verwendet. Der Nachname wird in Indien auch von Hindus getragen. 
Er kommt auch als männlicher Vorname vor. Vor allem in Estland tritt er auf, dort tragen ihn etwa 800 Männer.

## Namenstag
Namenstag für den Vornamen ist der 30. September.

## Namensträger

### Familienname
- Amrit Kaur (1889–1964), indische Politikerin
- Anita Raj Kaur (* 1986), malaysische Badmintonspielerin
- Bibi Sahib Kaur (1771–1801), indische Prinzessin der Sikh
- Chand Kaur, Regentin von Punjab und des Sikh-Reiches 1840–1841
- Charmy Kaur (* 1987), indische Schauspielerin
- Datar Kaur († 1838), indische Maharani
- Girraj Kaur († 1922), Herrscherin von Bharatpur 1900–1918
- Gurjit Kaur (* 1995), indische Hockeyspielerin
- Hardeep Kaur (* 1977), indische Leichtathletin
- Harita Kaur Deol (1972–1996), indische Transportpilotin der Indischen Luftstreitkräfte
- Harmanpreet Kaur (* 1989), indische Cricketspielerin und Mannschaftskapitänin der indischen Frauen-Nationalmannschaft
- Harshdeep Kaur (* 1986), indische Sängerin
- Harwant Kaur (* 1980), indische Diskuswerferin
- Hasleen Kaur (* 1988), indische Schauspielerin und Model
- Jasleen Kaur (* 1986), britische Künstlerin
- Jind Kaur (1817–1863), Messalina von Punjab
- Kamalpreet Kaur (* 1996), indische Diskuswerferin
- Mandeep Kaur (* 1988), indische Sprinterin
- Manjeet Kaur (* 1982), indische Sprinterin
- Manjot Kaur (* 1989), indische Malerin
- Manpreet Kaur (* 1990), indische Leichtathletin
- Melinder Kaur (* 1988), malaysische Leichtathletin
- Nimrat Kaur (* 1982), indische Schauspielerin
- Preneet Kaur (* 1940), indischer Politiker
- Rajwinder Kaur (* 1980), indische Leichtathletin
- Ranjeeta Kaur (* 1956), indische Schauspielerin
- Rupi Kaur (* 1992), indisch-kanadische Schriftstellerin
- Simrat Kaur (* 1997), indische Schauspielerin
- Snatam Kaur (* 1972), US-amerikanische Sängerin
- Surinder Kaur (1929–2006), indische Sängerin

### Weiblicher Vorname
- Karman Kaur Thandi (* 1998), indische Tennisspielerin

### Männlicher Vorname
- Kaur Kender (* 1971), estnischer Schriftsteller
- Kaur Riismaa (* 1986), estnischer Schriftsteller, Schauspieler und Dramaturg